# قره‌محمدتپه
 قره محمدتپه، روستایی است از توابع بخش مرکزی شهرستان گنبد کاووس در استان گلستان ایران.جمعیت روستا در سال ۱۳۹۹ هفتصد و پنجاه نفر

## جمعیت
این روستا در دهستان آق‌آباد قرار داشته و براساس سرشماری سال ۱۳۸۵جمعیت آن ۶۰۱نفر (۱۳۰خانوار) بوده‌است.